# 銀河旋風亭クライマ→
銀河旋風亭クライマ→（ぎんがせんぷうていクライマー、1980年 - ）は、日本のヒップホップで活動するソロラッパー。大田クルーのメンバー。アニメソングDJとしても活動している。

## 来歴
1991年に小学校の友人がくちずさんでいたスチャダラパー「ゲームボーイズ」に衝撃を受けヒップホップ・ミュージックを聴きはじめる。
1995年にベイエフエムで放送されていたあいざわ元気のラジオ番組内コーナー「第2回アマチュアラップナイツ」でラップを披露し優勝。ゲスト審査員のブランニューモンキーズから「お前は10年後にすごいラッパーになる」と言われたのを真に受ける。この時に使用したラジオネーム「KURA」がラッパー名の由来。
2002年に大学の友人らとレゲエサウンド「パッションノットファッション」を結成。
2003年11月に大田クルーに加入。
2004年
5月にFUNKY MONKEY BΛBY'Sと共にフランスで開催された「Lille2004」という国際的イベントでライブ。
7月にDA PUMPの深夜番組「少年チャンプル」でご当地ラップを披露したのがきっかっけで芸能事務所ライジングプロダクションに入所。
11月にポニーキャニオンより「大田区よいとこ一度はおいでチョイナチョイナ」でCDメジャー・デビュー。フジテレビ「HEY!HEY!HEY! MUSIC CHAMP」「音箱登龍門」、TBS「うたばん」、日本テレビ「速報!歌の大辞テン」「音楽戦士 MUSIC FIGHTER」「少年チャンプル」「汐留スタイル!」TV出演。日本テレビ「爆笑問題のススメ」の12月のエンディングテーマに採用される。
2005年に大田クルーを卒業。ライジングプロダクションを退所。
2007年にSTUDIO東和よりリリースされたコンピレーション・アルバム「濁点 新人発掘計画 」に円谷ポロ名義「避妊の責任」という曲で参加。
2008年にVOX LabelよりリリースされたYOSROMANTICの1stアルバム「ヨスロマンティック」収録の「Thank You for Da Hip Hop Feat.クライマ→/タマちゃん」に客演。パッションノットファッションのMixCD「下町レゲエ」に円谷ポロa.k.aクライマ→名義「指定席」という曲のダブプレートで参加。
2009年にANCELL1stアルバム「CELL FISH」収録「Mother Nature feat.クライマ→」客演。
2011年にアニソンDJとして活動開始するにあたって、銀河旋風亭クライマ→に改名。
2021年6月から2025年5月にかけ10作の配信限定シングルを各種音楽配信サイトにてリリース。

## ディスコグラフィー

### シングル
1. 「ビビんないでBelieve My Way」(2021年6月22日)[10]
2. 「指定席」(2021年8月12日)[11]
3. 「チェックはずせ!」(2021年8月17日)[12]
4. 「するべきだ」(2021年8月20日)[13]
5. 「パソコン買うなら中古はダメ」(2021年10月6日)[14]
6. 「ポイントカードはいらないです。 feat.あわじあい」(2021年10月14日)[15]
7. 「エムユーエスアイシー feat.YOSROMANTIC」(2021年12月15日)[16]
8. 「Lonely Girl」(2022年11月10日)[17]
9. 「Lofi dreams」(2024年11月15日)[18]
10. 「ま」(2025年5月9日)[19]